# Finansowanie kampanii wyborczych w Polsce
Finansowanie kampanii wyborczych w Polsce rozpoczyna się wraz z chwilą ogłoszenia aktu prawnego właściwego organu o zarządzeniu wyborów, a kończy się na 24 godziny przed dniem ich odbycia i jest ściśle związane z działaniami komitetów wyborczych oraz z ich rodzajami. Aby uniknąć konfliktów oraz niesprawiedliwości na arenie politycznej, prawo wyborcze dyktuje zasady organizowania bojów o miejsca w parlamencie, opierając się na zasadach równości, powszechności oraz jawności.

## Komitety wyborcze
Komitet wyborczy, to zespół osób, który w imieniu partii politycznej oraz wyborców wykonuje czynności wyborcze, a w szczególności zgłasza kandydatów na posłów bądź senatorów i z prawem wyłączności, prowadzi kampanię wyborczą na ich rzecz.
Wyróżnia się trzy główne rodzaje komitetów wyborczych:
- komitet wyborczy partii politycznej
- koalicyjny komitet wyborczy
- komitet wyborczy wyborców.

W przypadku partii politycznej rolę komitetu wyborczego odgrywa jej organ upoważniony do reprezentowania ugrupowania na zewnątrz. Ma on obowiązek powiadomienia Państwowej Komisji Wyborczej o zamiarze zgłoszenia własnych kandydatów na posłów bądź senatorów, z jednoczesnym dookreśleniem jednostek, które zostają obsadzone na stanowiskach pełnomocnika wyborczego oraz pełnomocnika finansowego komitetu wyborczego. Owo zgłoszenie, które jest jednocześnie warunkiem rozpoczęcia kampanii wyborczej na rzecz promowanych kandydatów, może zostać złożone tuż po ogłoszeniu decyzji o wyborach, ale nie później niż na 50 dni przed ich rozpoczęciem.
Koalicyjny komitet wyborczy powstaje wówczas, gdy partie decydują się startować w wyborach ze wspólnego ramienia, przy czym jedna partia, może istnieć tylko w jednej koalicji. W przypadku tego komitetu, musi on posiadać w swoim składzie co najmniej 10 osób wskazanych przez organy upoważnione do reprezentowania partii na zewnątrz oraz podobnie jak w poprzednim przypadku, pełnomocnika wyborczego oraz pełnomocnika finansowego komitetu.
Ostatni rodzaj komitetu, to komitet wyborczy wyborców, który może zostać zawiązany z inicjatywy co najmniej 15 obywateli mających prawo wybierania. Podobnie jak poprzednio, związek ten musi posiadać swojego pełnomocnika finansowego oraz wyborczego, który przedkłada Państwowej Komisji Wyborczej zawiadomienie o utworzeniu komitetu, ale tym razem łącznie z listą co najmniej 1000 podpisów obywateli mających prawo wybierania i popierających powstanie tegoż związku. Jest to jedyny podstawowy warunek, odróżniający ten rodzaj komitetu od dwóch pozostałych.
Każdy z wyżej wymienionych komitetów wyborczych może wszcząć działania wyborcze dopiero po wydaniu przez Państwową Komisję Wyborczą powiadomienia o przyjęciu zawiadomienia powołania komitetu, które jest dostarczane pełnomocnikowi wyborczemu po okresie 3 dni od jego złożenia, o ile nie budzi żadnych zastrzeżeń prawnych. Rozwiązanie zaś komitetu dokonuje się najczęściej po przyjęciu sprawozdania wyborczego komitetu przez Państwową Komisję Wyborczą, bądź po upływie 6 miesięcy od otrzymania dotacji podmiotowej z budżetu państwa, jeżeli takowa została przyznana.

## Finansowanie kampanii wyborczej
Finansowanie kampanii wyborczej jest jawne i zasadniczo sprowadza się do finansowania działalności komitetów wyborczych, za którą odpowiada pełnomocnik finansowy. Komitet może pozyskiwać i wydawać pieniądze jedynie na cele związane z wyborami i jedynie w ograniczonym przedziale czasowym, bowiem zabronione jest pozyskiwanie jakichkolwiek środków finansowych przez komitety po dniu wyborów oraz ich wydatkowania po dniu złożenia sprawozdania z działalności wyborczej dla Państwowej Komisji Wyborczej.
W przypadku komitetów wyborczych partii politycznych, ich jedynym źródłem finansowania działalności jest Fundusz Wyborczy, który partia zakłada w celu finansowania wyborów, w tym m.in. wyborów do Sejmu i Senatu. Środki tegoż funduszu mogą pochodzić jedynie z wpłat własnych partii politycznej oraz darowizn, spadków i zapisów jedynie od osób fizycznych. Łączna suma wpłat osoby fizycznej na Fundusz Wyborczy danej partii politycznej w jednym roku nie może przekraczać 15-krotności minimalnego wynagrodzenia za pracę. Jeżeli natomiast w danym roku kalendarzowym odbywają się więcej niż jedne wybory, suma ta ulega zwiększeniu do 25-krotności minimalnego wynagrodzenia za pracę.
Dla koalicyjnych komitetów wyborczych, źródłem finansowania mogą być, podobnie jak w przypadku odrębnych partii politycznych, specjalnie powołane fundusze wyborcze działające na tych samych zasadach.
Komitety wyborcze wyborców mogą przyjmować jedynie środki finansowe pochodzące od obywateli polskich mających stałe miejsce zamieszkania w Polsce.
W tym wypadku podobnie łączna suma wpłat od osoby fizycznej na rzecz jednego koalicyjnego komitetu wyborczego albo komitetu wyborczego wyborców nie może przekraczać 15-krotności najniższego wynagrodzenia za pracę pracowników obowiązującego w dniu poprzedzającym dzień ogłoszenia postanowienia o zarządzeniu wyborów.
Dodatkowo w wypadku komitetów wyborczych wyborców istnieje możliwość zaciągania zobowiązań kredytowych z przeznaczeniem na cele działalności wyborczej. We wszystkich przypadkach, środki służące prowadzeniu kampanii wyborczej muszą być gromadzone na rachunkach bankowych.
Jeżeli chodzi o samą działalność kampanijną, to komitety wyborcze mogą przeznaczać na jej cele jedynie ograniczone ilości środków finansowych, których limity ujęte są w dwie kategorie:
- limity okręgowe, wyznaczane dla komitetu, który swoich kandydatów tylko w jednym okręgu wyborczym, i odpowiednio
- limity ponadokręgowe, które swoich kandydatów zarejestrowały w więcej niż jednym okręgu wyborczym

Procedura wyznaczania owych limitów jest następująca:
- limit okręgowy oblicza się poprzez podzielenie liczby wszystkich zarejestrowanych wyborców w kraju przez liczbę 560 i pomnożenie uzyskanego wyniku przez liczbę mandatów posłów lub senatorów wybieranych w danym okręgu wyborczym, w którym komitet zarejestrował swojego kandydata lub kandydatów
- limit ponadokręgowy dla danego komitetu stanowi po prostu sumę kwoty poszczególnych limitów okręgowych

Dodatkowym ograniczeniem dla działalności komitetów jest kwota, jaką mogą one przeznaczyć na kampanię prowadzoną w formie reklamy, która to opiewa na 80% całości limitu wyborczego liczonego w wyżej przedstawiony sposób.

## Dotacja podmiotowa
Zarówno partie polityczne, które mają swoje komitety biorące udział w wyborach, jak również partie wchodzące w koalicje wyborcze oraz komitety wyborcze wyborców mają możliwość uzyskania specjalnych dotacji budżetowych, zwanych dotacjami podmiotowymi. Warunkiem otrzymania takiego wsparcia finansowego jest uzyskanie mandatu przez kandydata bądź kandydatów wystawionych przez dany komitet wyborczy. Im więcej mandatów tym lepiej, co wynika bezpośrednio z formuły liczenia wysokości dotacji podmiotowej, która przedstawia się następująco:
Dp=W/560xM
gdzie poszczególne symbole oznaczają:
- Dp – wysokość przysługującej dotacji podmiotowej
- W – sumę wydatków na kampanię wyborczą komitetów wyborczych (do wysokości przysługujących komitetom wyborczym limitów), które uzyskały co najmniej 1 mandat
- M – liczbę mandatów posłów i senatorów uzyskanych przez dany komitet wyborczy

Odpowiednio wyliczona kwota podmiotowa wypłacana jest w terminie 6 miesięcy od dnia stwierdzenia ważności wyborów.
Wszystko odbywa się pod nadzorem Państwowej Komisji Wyborczej, która bazuje na sprawozdaniach wyborczych, jakie przedstawiają jej poszczególne komitety wyborcze. Warto jest jeszcze dodać, że w sytuacji kiedy uzyskana przez komitet kwota pieniędzy do rozdysponowania na działalność wyborczą przekracza wydatki, to w przypadku komitetu wyborczego oraz koalicyjnego komitetu wyborczego, nadwyżka ta zostaje przekazana na konto Funduszu Wyborczego, nie później niż w ciągu 30 dni od przyjęcia sprawozdania wyborczego przez PKW. W przypadku natomiast komitetu wyborczego wyborców, nadwyżka powinna zostać przekazana na dobrowolny cel charytatywny najpóźniej do 6 miesięcy od wcześniej wspomnianego momentu.